# Jane (film 1914)
Jane è un cortometraggio muto del 1914. Il nome del regista non viene riportato. Il soggetto è l'adattamento cinematografico di una storia firmata da Mary Roberts Rinehart.

## Produzione
Il film fu prodotto dalla Essanay Film Manufacturing Company.

## Distribuzione
Distribuito dalla General Film Company, il film - un cortometraggio - uscì nelle sale cinematografiche USA il 9 giugno 1914.